# Lop Nur
Lop Nur hay La Bố Bạc (tiếng Trung: 罗布泊; Pinyin: Luóbù Pō) là một nhóm các hố, hồ muối nhỏ nằm giữa sa mạc Taklamakan và sa mạc Kuruktag thuộc phía Đông khu tự trị Duy Ngô Nhĩ Tân Cương, Trung Quốc.
Ngày 6 tháng 10 năm 1964, Trung Quốc đã thử thành công quả bom nguyên tử đầu tiên tại khu vực này.